# Бєлоновський Георгій Дмитрович
Георгій Дмитрович Бєлоновський (5 березня 1875 року, Лубни, Полтавська губернія, Російська імперія - 25 липня 1950 року, Ленінград, СРСР) - російський і радянський мікробіолог, епідеміолог, член-кореспондент АН СРСР (1929 рік).

## Біографія
Народився 5 березня 1875 року в місті Лубни, Полтавської губернії .
У 1899 році закінчив Імператорську медико-хірургічну академію.
У 1902 році захистив докторську дисертацію під назвою «Про вплив специфічної гемолітичної сироватки на штучне і природне недокрів'я».
З 1905 по 1907 роки - робота в лабораторіїІллі Мечникова в Інституті Пастера (Париж), в лабораторіях Ю. Моргенрот і Е. Сальківського (Берлін), Е. Маральяно (Генуя), А. Райта (Лондон).
З 1907 по 1921 роки завідувач лабораторією Морського госпіталю в Кронштадті.
З 1908 року - приват-доцент, а з березня 1917 року - професор, завідувач кафедри бактеріології Імператорського клінічного інституту великої княгині Олени Павлівни (у 1924 році інститут перейменовано у Ленінградський державний інститут для удосконалення лікарів (ЛенГІДУВ)).
У 1929 році обраний членом-кореспондентом Академії Наук СРС.
З 1936 року - декан санітарно-гігієнічного факультету інституту.
14 серпня 1938 року заарештований за звинуваченням в участі в контрреволюційній диверсійно-терористичної організації мікробіологів; постановою від 19 листопада 1939 року звинувачення було знято, прийнято рішення про припинення справи і звільнения, був відновлений на посаді професора ЛенГІДУВ.
Очолював кафедру бактеріології і епідеміології (з 1938 року - кафедра мікробіології) ЛенГІДУВ до самої смерті.
Помер 25 липня 1950 року в Ленінграді, похований на Большеохтінском кладовищі.

## Наукова діяльність
Автор понад 60 наукових праць з епідеміології, проблемам імунітету та медичної бактеріології, в тому числі ряду робіт з експериментального обстеження чуми.
Основні праці присвячені питанням хіміовакцінотерапії, вивчення клітинного імунітету, запропонував метод імунізації проти скарлатини шляхом пульверизації вірус-токсину (1927 рік).
Автор першого в СРСР (спільно з В. А. Таранухіним, 1918 рік) повідомлення про те, що збудником грипу є не паличка Пфейффера, а вірус.
Описав перший досвід застосування протівобрюшно-тифозних щеплень в Росії.
Один з головних ініціаторів кальметтізації (протитуберкульозної вакцинації для новонароджених) в СРСР.
Брав участь в боротьбі з епідеміями: цинги (1899 року на Поволжі), холери (1908-1910 роках у Кронштадті), чуми (1917 року у Трапезунді), висипного і поворотного тифу (1918-1922 роках в Одесі).

## Нагороди
- Заслужений діяч науки РРФСР (1935 рік)